# Sant'Antonio Maria Zaccaria
Sant'Antonio Maria Zaccaria är en kyrkobyggnad i Rom, helgad åt den helige Antonio Maria Zaccaria, grundare av Barnabitorden. Kyrkan är belägen vid Via Ulisse Seni i Rione Trastevere och tillhör församlingen Santa Maria in Trastevere.
Kyrkan förestås av Barnabitorden.

## Historia
Kyrkan uppfördes åren 1932–1933 för Barnabitordens internationella seminarium efter ritningar av arkitekterna Ugo Luccichenti och Adriano Prandi. Fasaden föregås av en trappa och har fyra doriska kolonner i nedervåningen. Ovanför övervåningens fönster sitter Barnabitordens emblem. Kyrkans kupol har en hög oktogonal tambur med rundbågar och lisener. Även lanterninen har rundbågar och lisener. 
Interiörens grundplan har formen av ett latinskt kors och är treskeppig; de tre skeppen avdelas av korintiska kolonner. I absiden hänger ett krucifix. Interiören har därtill stuckatur och fresker av Matteo Traverso.
Kyrkan är belägen vid Via Ulisse Seni, uppkallad efter den 19-årige Ulisse Seni, som deltog i försvaret av Rom år 1849. Han sårades dödligt när han och hans vapenbröder försökte förhindra att fransmännen erövrade Porta San Pancrazio.